# Dominique Bussereau
Dominique Bussereau, född 13 juli 1952 i Tours, är en fransk politiker. Sedan 2007 är Bussereau Frankrikes transportminister. Från 2004 till 2007 var han jordbruksminister. Bussereau tillhör Union pour un Mouvement Populaire.